# Snap Your Fingers (альбом)
Snap Your Fingers — альбом американського джазового тромбоніста Ела Грея, випущений у 1962 році лейблом Argo.

## Опис
Тробоніст Ел Грей тут грає з молодим тенор-саксофоністом Біллі Мітчеллом на двох сесіях 1962 року. Перші п'ять композицій записані також за участі трубача Дейва Бернса і маловідомого піаніста Флойда Морріса. Мітчелл виділяється на баладі «Just Waiting» Мельби Лістон. Три композиції більш ранньої сесії записані в клубі Birdland в Нью-Йорку з трубачем Дональдом Бердом і піаністом Гербі Генкоком.
Альбом вийшов у 1962 році на лейблі Argo і став першим випуском у серії LP-700.

## Список композицій
1. «Nothing But the Truth» (Біллі Боуен) — 3:20
2. «Three-Fourth Blues» (Джин Кі) — 5:23
3. «Just Waiting» (Мельба Лістон) — 2:57
4. «R. B. Q» (Джин Кі) — 4:58
5. «Green Dolphin Street» (Броніслав Капер, Нед Вашингтон) — 6:19
6. «Minor on Top» (Тед Джонс) — 6:50
7. «African Lady» (Мельба Лістон) — 4:04
8. «Hi-Fly» (Ренді Вестон) — 3:05

## Учасники запису
- Ел Грей — тромбон
- Біллі Мітчелл — тенор-саксофон
- Девід Бернс (1—5), Дональд Берд (6—8) — труба
- Боббі Гатчерсон — вібрафон
- Флойд Морріс (1—5), Гербі Генкок (6—8) — фортепіано
- Герман Райт — контрабас
- Едді Вільямс — ударні

Технічний персонал
- Ральф Басс — продюсер
- Рон Мало — інженер
- Дон Бронстайн — обкладинка
- Сід Маккой — текст